# فنو بنت يوسف بن تاشفين
فنو بنت يوسف بن تاشفين أو فانو هي أميرة مرابطية مغربية من قبيلة لمتونة الأمازيغية، وهي أخت الأمير المرابطي علي بن يوسف، و بنت السلطان المغربي يوسف بن تاشفين اللمتوني الصنهاجي.

## حياتها
تزوجت فنو أو فانو من ابن عمها الأمير أبو بكر بن إبراهيم المسوفي الصنهاجي المعروف بإبن تافلويت و بالصحراوي، والذي كان والياً على غرناطة سنة 500هـ ثم على سرقسطة حتى توفي سنة 510هـ. وأنجبت منه علي ابن أبي بكر الذي عرف بـ «إبن فنو»، وكان واليًا على غرناطة في سنة 539هـ أثناء ثورة ابن أضحى على المرابطين. كما أنجبت منه يحيى ابن أبي بكر. وقد عرف القائد المرابطي يحيى بن يحيى ابن أبي بكر بـ «يحيى بن فانو» حيث نسب إلى أم أبيه يحيى، وقد تكون نسبته إليها بسب شهرتها لكونها أخت علي بن يوسف بن تاشفين سلطان المرابطين.